# Cubillos del Sil
Cubillos del Sil è un comune spagnolo di 1 467 abitanti situato nella comunità autonoma di Castiglia e León.